# Edisto
Edisto es el nombre de una isla y a la vez de un lugar designado por el censo ubicado en el condado de Charleston, en el estado estadounidense de Carolina del Sur. La localidad en el año 2000 tiene una población de 2.301 habitantes en una superficie de 175.5 km², con una densidad poblacional de 186.3 personas por km². 
Edisto no debe ser confundido con la ciudad de Edisto Beach, en el condado de Colleton, en Carolina del Sur.

## Geografía
Edisto se encuentra ubicado en las coordenadas 32°33′39″N 80°16′51″O / 32.56083, -80.28083. Según la Oficina del Censo, el pueblo tiene un área total de 175,5 km² (67,8 mi²), de la cual 175,1 km² (67,6 mi²) es tierra y 0,4 km² (0,2 mi²) (0.91%) es agua.
Edisto Island se encuentra a una hora al sur de Charleston, Carolina del Sur. En Edisto Island se encuentra la playa homónima, y un edificio multipropiedad, los Complejos Wyndham. La única tienda de comestibles en la isla es un Piggly Wiggly, aunque hay muchos restaurantes y otros lugares.

## Demografía
En el 2000 la renta per cápita promedia del hogar era de $25.962, y el ingreso promedio para una familia era de $31.000. El ingreso per cápita para la localidad era de $17.500. En 2000 los hombres tenían un ingreso per cápita de $24.609 contra $19.131 para las mujeres. Alrededor del 20.80% de la población estaba bajo el umbral de pobreza nacional. 